# Adam von Aretin

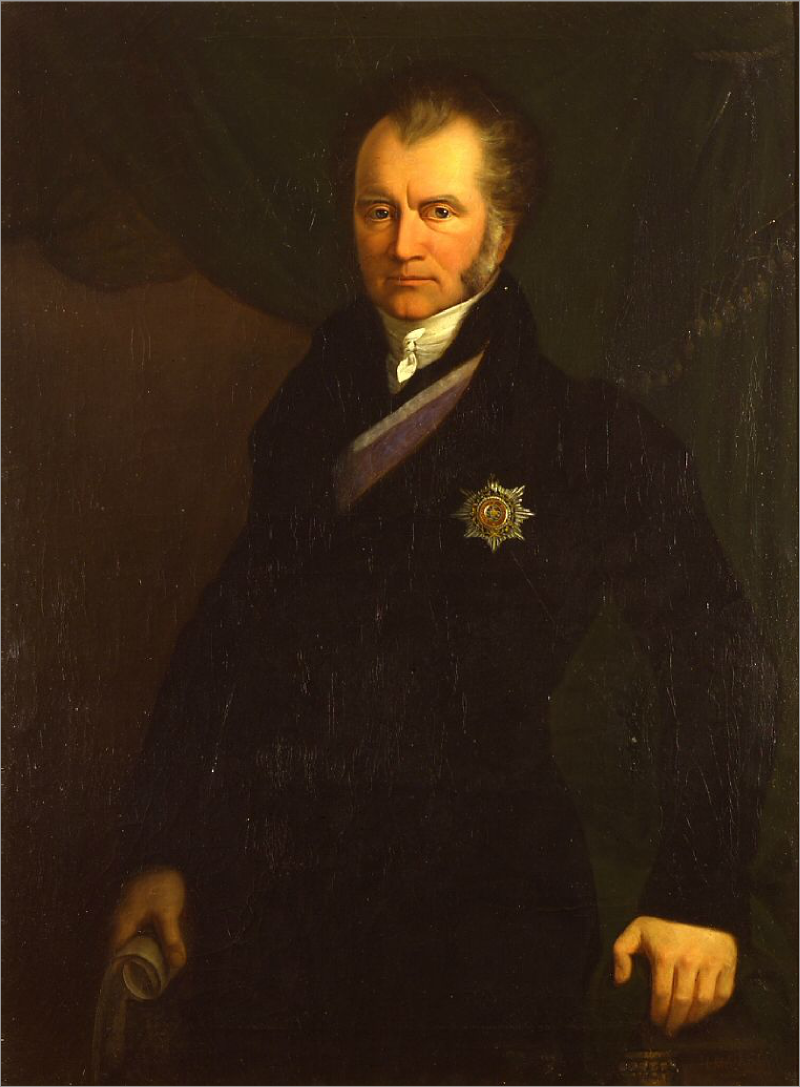
Johann Adam Freiherr von Aretin

Baron Johann Adam von Aretin (Ingolstadt 27 augustus 1769 - Aldersbach, 16 augustus 1822) was een Duits politicus en diplomaat in het koninkrijk Beieren.

## Levensloop
Hij was een telg uit het adellijk geslacht Aretin. Hij liep school in het gymnasium van München en eindigde er als primus. Hij was pas veertien toen hij rechtenstudies begon aan de Universiteit van Ingolstadt. In 1785 werd hij gedwongen de universiteit en het land te verlaten, vanwege politieke contacten hij onder hield met vrijdenkers, de zogenaamde Orde van de Illuminati. Het belette niet dat hij weldra toch een functie binnen de administratie van het koninkrijk kreeg. Toen de Franse troepen in 1796 Beieren binnenvielen, behoorde hij tot de organisatoren van de vlucht van de vorsten en van de regering. In 1798 werd hij tot vicekanselier benoemd.
Vanaf 1802 was hij commissaris-generaal voor de secularisatie van Beieren. In 1808 was hij hoofdcommissaris voor het hoogste Leenhof en hij organiseerde het Beierse leenrecht. Onder zijn leiding kwam ook de eerste topografische kaart van Beieren tot stand. In 1811 werd hij eigenaar van het geseculariseerde klooster Aldersbach en van de Brouwerij Aldersbach.
In 1812 bezorgde hij, samen met Paul Johann Anselm von Feuerbach en Staatsrat Nikolaus Thaddäus von Gönner, de redactie van de Codex Maximilianeus Bavaricus civilis. In 1814 presenteerde hij zijn ontwerp van grondwet. Tussen 1814 en 1817 spande hij zich in om Beieren lid te maken van de Duitse Bond. In 1817 volgde hij Aloys von Rechberg op als ambassadeur voor Beieren bij de Duitse Bond en bij het parlement in Frankfurt am Main. Dat jaar werd hij ook erelid van de Beierse Academie voor Wetenschappen. Hij was pas drieënvijftig toen hij overleed.

## Weblinks
- Haus der Bayerischen Geschichte

## Voetnoten
1. ↑  Max Leitschuh: Die Matrikeln der Oberklassen des Wilhelmsgymnasiums in München. 4 Bde., München 1970–1976; Bd. 3, S. 170.
2. ↑   Tobias C. Bringmann: Handbuch der Diplomatie, 1815–1963: Auswärtige Missionschefs in Deutschland und Deutsche Missionschefs im Ausland von Metternich bis Adenauer. Berlin 2001, S. 35.

- Bibliothèque nationale de France: cb16296938t (data)
- Gemeinsame Normdatei: 116340029
- International Standard Name Identifier: 0000 0000 2658 6100
- Library of Congress Control Number: n82013817
- Virtual International Authority File: 30285457
- WorldCat: E39PBJtrRxYPdcJXMvbCmjTPwC